# Polystachya sosefii
Polystachya sosefii är en orkidéart som beskrevs av Baranow och Joanna Mytnik-Ejsmont. Polystachya sosefii ingår i släktet Polystachya och familjen orkidéer. Inga underarter finns listade i Catalogue of Life.